# 김선로
김선로(Gimseon-ro)은 대한민국의 경상북도 김천시 개령면에서 시작하여, 구미시 선산읍을 거쳐 연결하는 도로이다.

## 노선 경로
- 환경로와 직결
- 서부교차로 - 도로 이름 없음
- 이문3호광장 - 선상서로
- 선주로와 직결